# Климент (Капалин)
Митрополи́т Кли́мент (в миру Ге́рман Миха́йлович Капа́лин, 7 августа 1949, Удельная, Раменский район, Московская область, РСФСР, СССР) — епископ Русской православной церкви, доктор исторических наук, профессор Калужского государственного университета.
Митрополит Калужский и Боровский (с 1990 года); председатель издательского совета Московского патриархата (с 2009).
В 2003—2009 годах был управляющим делами Московской патриархии и постоянным членом Священного синода.

## Биография
Родился 7 августа 1949 года в посёлке Удельная Раменского района Московской области в семье рабочего; младший брат — митрополит Тобольский и Тюменский Димитрий (Капалин) (р. 1952).
По окончании средней школы поступил в Московский машиностроительный техникум.
В 1970 году поступил во 2-й класс Московской духовной семинарии (МДС).
С октября 1970 по ноябрь 1972 года проходил срочную службу в Советской армии; после чего продолжил обучение в семинарии.
В 1974 году окончил семинарию и поступил в Московскую духовную академию, которую окончил со степенью кандидата богословия; оставлен при ней помощником инспектора и преподавателем сектора заочного обучения.
С 1977 года принимал участие в работе Всемирной православной молодёжной организации «Синдесмос» и Экуменическом совете молодёжи Европы (ЭСМЕ).
7 декабря 1978 года пострижен в монашество архимандритом Александром (Тимофеевым) с наречением имени Климент в честь священномученика Климента, папы Римского. 24 декабря 1978 года архиепископом Дмитровским Владимиром (Сабоданом) рукоположён во иеродиакона. 7 апреля 1979 года рукоположён во иеромонаха. 14 октября 1981 года возведён в сан игумена.
В 1981—1982 годы исполнял обязанности старшего помощника инспектора Московской духовной семинарии.
16 июля 1982 года решением Священного синода был избран епископом Серпуховским, викарием Московской епархии и назначен управляющим патриаршими приходами в Канаде и временно в США.
18 июля 1982 года патриархом Пименом в Свято-Троицком соборе Троице-Сергиевой лавры был возведён в сан архимандрита. 8 августа в Свято-Духовском соборе Минска хиротонисан во епископа Серпуховского, викария Московской епархии. Хиротонию совершили митрополит Минский и Белорусский Филарет (Вахромеев), архиепископ Харьковский и Богодуховский Никодим (Руснак), епископ Тульский и Белёвский Герман (Тимофеев), епископ Пинский Афанасий (Кудюк).
23 марта 1987 года освобождён от управления патриаршими приходами в Канаде и назначен управляющим патриаршими приходами в США.
19 мая 1989 года удостоен сана архиепископа.
С 20 июля 1990 года — архиепископ Калужский и Боровский и первый заместитель председателя отдела внешних церковных сношений Московского патриархата.
В 1993—1996 годах — член Общественной палаты при Президенте Российской Федерации.
В 1996 ― 2025 годах был ректором Калужской духовной семинарии, преподаёт в ней православную аскетику.
В 1997—2000 годах представлял Русскую православную церковь (РПЦ) в Межправославной комиссии по подготовке общеправославного празднования 2000-летия Рождества Христова, возглавлял секретариат по подготовке и проведению.
26 декабря 2003 года назначен управляющим делами Московской патриархии. По назначении на должность управделами рассматривался церковными аналитиками как один из наиболее вероятных преемников патриарха Алексия II. 29 февраля 2004 года возведён патриархом Алексием II в сан митрополита.

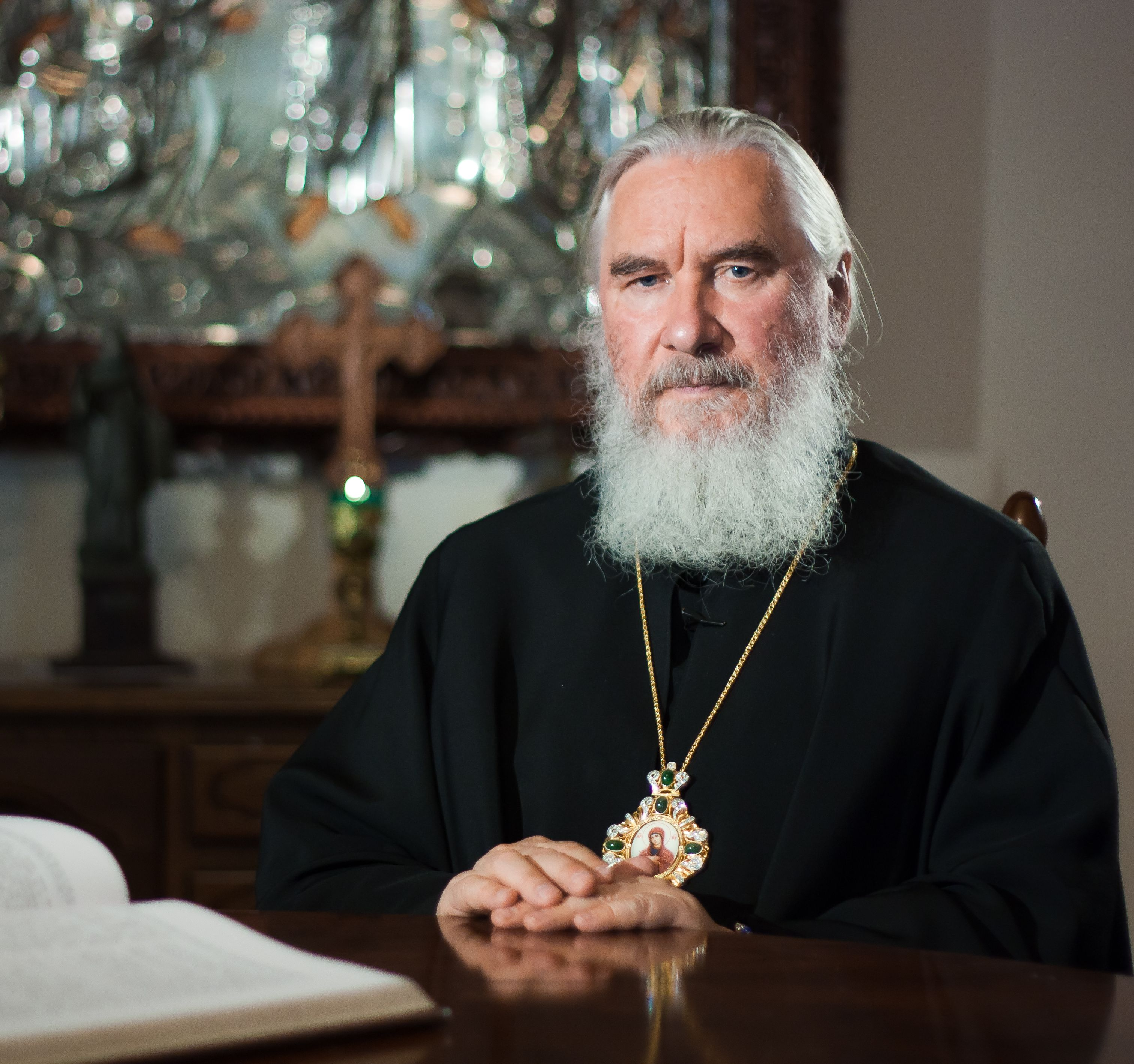
2012 год

Диакон-миссионер Андрей Кураев в январе 2009 года писал, что после назначения митрополита Климента на должность управляющего делами «московская церковная жизнь была поражена „юбилейной“ болезнью. <…> Из центральной церковной прессы ушли любые проблемные материалы. Внутрицерковные дискуссии были приглушены до такой степени, что даже епископы не всегда могли понять логику действий высшей церковной власти, следствием чего и стал бунт чукотского епископа Диомида».
С 2005 года — председатель Международных образовательных рождественских чтений и председатель комиссии по их подготовке и проведению. С 2006 года по его инициативе и при его активном участии начались образовательные чтения в федеральных округах России.
В 2005—2010 годах — член Общественной палаты Российской Федерации, в том числе с января 2006 года — председатель комиссии по сохранению духовного и культурного наследия Общественной палаты Российской Федерации.
Возглавлял оргкомитет по подготовке и проведению Церковно-общественного форума «Духовно-нравственные основы демографического развития России» (октябрь 2004 года), I Фестиваля православных средств массовой информации «Вера и слово» (ноябрь 2004 года), празднования 625-летия Куликовской битвы (май—ноябрь 2005 года), празднования 90-летия восстановления Патриаршества в Русской православной церкви (октябрь—ноябрь 2007 года).
Председатель комиссии по проведению конкурса «За нравственный подвиг учителя» (2006—2009).
25 января 2009 года Архиерейским собором РПЦ в Москве избран одним из трёх кандидатов на московский патриарший престол.
27 января 2009 года на Поместном соборе РПЦ в Москве набрал 169 голосов из 677, уступив митрополиту Кириллу.
31 марта 2009 года решением Священного синода был освобождён от должности управляющего делами Московского патриархата и назначен председателем издательского совета Московского патриархата.

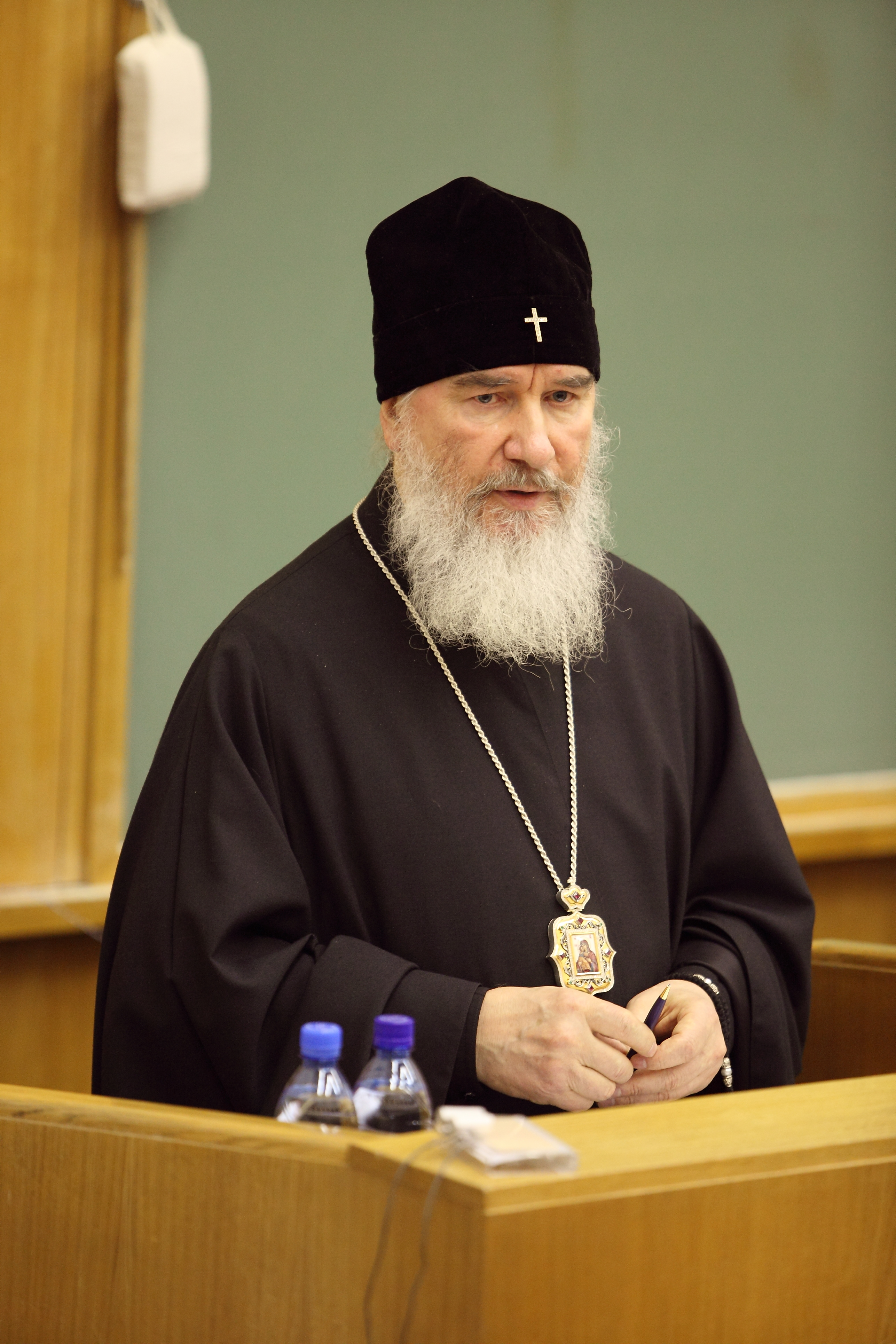
16 сентября 2014 года. Защита диссертации на тему «Русская Православная церковь и освоение Тихоокеанского севера в XVIII—XIX веках (по материалам Аляски)» на соискание учёной степени доктора исторических наук.

21 января 2010 года решением диссертационного совета Российской академии государственной службы при Президенте Российской Федерации присуждена учёная степень кандидата исторических наук по результатам защиты диссертации на тему «Деятельность Русской православной церкви на Аляске в 1741—1867 гг.» (специальность «Отечественная история»).
29 января 2010 года избран председателем комиссии Межсоборного присутствия Русской православной церкви по вопросам организации церковной социальной деятельности и благотворительности.
22 марта 2011 года как глава издательского совета вошёл в состав возрождённого Высшего церковного совета Русской православной церкви.
16 сентября 2014 года защитил диссертацию на соискание учёной степени доктора исторических наук на тему «Русская Православная Церковь и освоение Тихоокеанского севера в XVIII—XIX веках (по материалам Аляски)».
Член объединённого диссертационного совета Д 999.073.04 по теологии Общецерковной аспирантуры и докторантуры имени святых равноапостольных Кирилла и Мефодия, Православного Свято-Тихоновского гуманитарного университета, Московского государственного университета и Российской академии народного хозяйства и государственной службы при Президенте Российской Федерации.
1 февраля 2017 года решением Священного синода включён в состав созданного тогда же организационного комитета по реализации программы общецерковных мероприятий к 100-летию начала эпохи гонений на Русскую православную церковь.
15 октября 2018 года избран председателем комиссии Межсоборного присутствия Русской православной церкви по вопросам общественной жизни, культуры, науки и информации.

## Основные работы
- Наш долг — преданность Родине: Юбилейные дни в МДА // Журнал Московской патриархии. — М., 1978. — № 2. — C. 20.
- Речь при наречении во епископа Серпуховского // Журнал Московской патриархии. — М., 1982. — № 10. — С. 6.
- Братья Киреевские — путь христианского становления. // Иван и Пётр Киреевские в русской культуре. — Калуга: Гриф, 2001. — С. 5—10.
- Миссионерское служение Русской православной церкви на Аляске // Богословско-исторический сборник. — № 1. — 2003. — С. 35—78.
- Святитель Иннокентий и рассвет православной миссии на Аляске // Богословско-исторический сборник. — Калуга: Издательство Калужской духовной семинарии. 2004. — № 2. — С. 35—126.
- Мировоззрение и образ жизни современной молодежи // Шестые образовательные Богородично-Рождественские чтения: Сборник докладов. — Обнинск. 2004. — С. 9—19.
- Православная семья в становлении Российского государства // Седьмые образовательные Богородично-Рождественские чтения: Сборник докладов. — Обнинск. 2004. — С. 5—9.
- Благополучие общества состоит в твёрдости веры, в духовном, нравственном росте // Духовно-нравственные основы демографического развития России: Материалы Церковно-общественного форума 18—19 октября 2004 г. — М., 2005. — С. 11—18.
- Задачи православных СМИ и нравственная ответственность журналиста // Материалы Первого международного фестиваля православных средств массовой информации 16—18 ноября 2004 года / Издательский совет Русской православной церкви. — М., 2005. — С. 37—49.
- Святитель Иннокентий и расцвет православной миссии на Аляске (1824—1867) // Богословско-исторический сборник. — 2005. — Вып. 2. — С. 35—126.
- Особые черты миссионерской деятельности святителя Иннокентия, митрополита Московского, в период его служения на Камчатке и Аляске // Церковный вестник. — № 23 (324). — 2005.
- Православная Аляска // Российский Кто есть Кто. 2006 — № 5 (56). — С 17—26.
- Истоки Православия на Аляске // 200 лет российско-американских отношений. — М.: Олма медиа групп, 2007.
- О перспективах изучения православной культуры и духовно-нравственного образования в российской школе: Доклад на Всероссийской конференции «Государственные образовательные стандарты нового поколения в контексте формирования нравственных и духовных ценностей обучающихся» // Журнал Московской патриархии. — М., 2008. — № 3. — C. 40—44.
- Святитель Иннокентий (Вениаминов) и возникновение книжной культуры алеутов // Библиотековедение. 2009. — № 5. — С. 72—79.
- О причинах конфликта первых миссионеров на Аляске и администрации Российско-Американской компании // Вестник Поморского университета. 2010. — № 2. — С. 17—21.
- К вопросу об участии священнослужителей во Второй Камчатской экспедиции // Вестник Тамбовского университета: Серия «Гуманитарные науки». — Тамбов, 2010. — Вып. 2 (82). — С. 219—224.
- Вопросы истории Кадьякского викариатства и синодальное управление миссионерской деятельностью на Аляске // Вестник Тамбовского университета: Серия «Гуманитарные науки». — Тамбов, 2010. — Вып. 3 (83). — С. 307—316.
- Благоволите о том сообщить к нам мнение Вашего Преосвященства. Письма капитан-командора В. Беринга епископу Иркутскому и Нерченскому Иннокентию (Нероновичу). 1734—1735 гг. // Исторический архив. — 2010. — № 3. — С. 199—206.
- Распространение русской духовной культуры среди индейцев тлинкитов в период Русской Америки // Вестник ТюмГУ: Серия «История, филология». — Тюмень, 2010. — № 1. — С. 119—126.
  - Распространение русской духовной культуры среди индейцев тлинкитов в период Русской Америки // Учёные записки РГСУ. — № 2. — 2010. — С. 6—10.
- Петров А. Ю., митрополит Климент (Капалин), Малахов М. Г., Ермолаев А. Н., Савельев И. В. История и наследие Русской Америки // Вестник РАН. — № 12. — 2011. — С. 1090—1099.
- Православная церковь на Североамериканском континенте после продажи Аляски Соединённым Штатам. Острова Прибыловы // Богословские труды. — 2012. — Вып. 43—44. — С. 541—568.
- О продаже русской колонии Форт-Росс в Калифорнии // Вопросы истории. — № 1. — 2013. — С. 3—18. (в соавторстве с А. Ю. Петровым и А. Н. Ермолаевым)
- Представители Сибири и отечественного Дальнего Востока в истории Форта-Росс и освоении Калифорнии // Проблемы Дальнего Востока. — № 5. — 2013. — С. 144—153. (в соавторстве с А. Ю. Петровым и А. Н. Ермолаевым)
- Миряне в распространении русской духовной культуры среди коренного населения Аляски // Вестник Тамбовского университета: Серия «Гуманитарные науки». — 2013. — Вып. 5 (121). — С. 235—242.
- Освещение миссионерской деятельности РПЦ в Сибири в светских периодических изданиях XIX в. // Библиотековедение. 2013. — № 6. — С. 48—53.
- Corpus Theophanicum: О подготовке первого научно-просветительского издания Полного собрания творений святителя Феофана Затворника // Журнал Московской патриархии. 2012. — № 3. — С. 80—82.
- У рецензирования православной литературы нет альтернативы // Журнал Московской патриархии. 2013. — № 2. — С. 82—87.
- Аляска: Успешная миссия // Журнал Московской патриархии. 2014. — № 1. — С. 36—43.
- Социокультурный аспект миссионерского служения на Аляске свт. Иннокентия (Вениаминова) // Вестник Тамбовского университета. : Серия «Гуманитарные науки». — 2014. — Вып. 1 (129). — С. 105—109.

- В стране святых воспоминаний. — Издательство Калужской духовной семинарии, 2004.
- Возрастание в вере: автобиографические заметки и богословские статьи. — 2009.
- Русская православная церковь на Аляске до 1917 года. — М.: Олма медиа групп, 2009. — 608 с.
- Слово и вера. Книга размышлений митрополита Климента, председателя издательского совета Русской православной церкви. — Издательство Белорусского экзархата, 2012.
- Миссия Церкви сегодня. — 2003
- Русская православная церковь и освоение Тихоокеанского севера в XVIII—XIX вв. (по материалам Аляски). // Докторская диссертация, 2014.
- Православие на Аляске: ретроспектива развития в 1741—1917 гг. Архивная копия от 24 сентября 2015 на Wayback Machine — Тверь, 2014. — 432 с.
- Вечные вопросы. Беседы о Боге, творении и человеке — М.: Никея, 2017. — 270 с.
- Действуй сегодня. — М.: Издательство Московской патриархии Русской православной церкви, 2019. — 288 с.
- Вехи Великого поста. — М.: Сибирская благозвонница, 2019. — 317 с.
- «Покаяния отверзи ми двери». — М.: Калужская епархия Русской Православной Церкви, 2024. — 144 с.
- Семья. Принципы счастья. Калужская Духовная семинария, Лепта Книга, 2024. −152 с.

## Награды

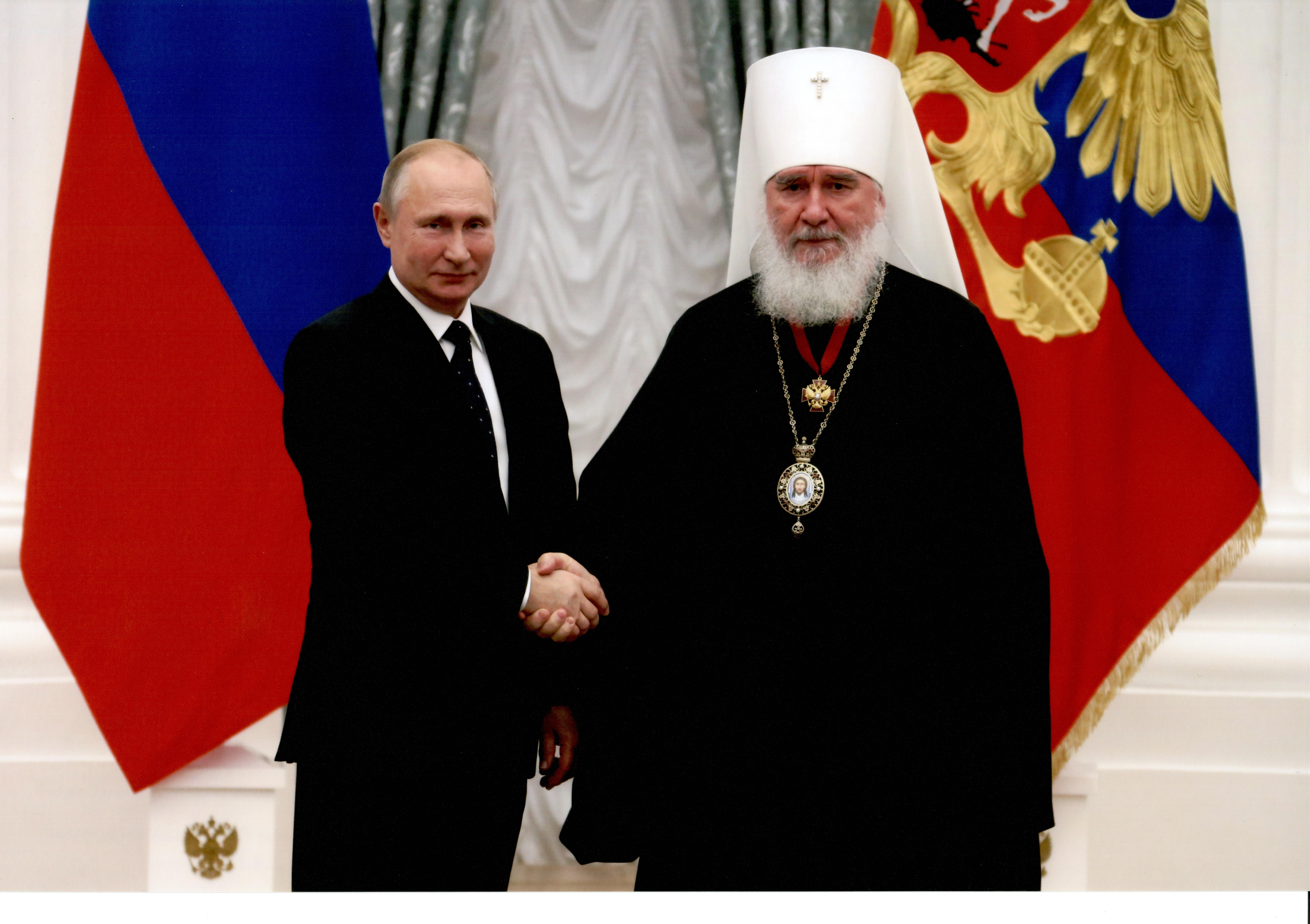
Вручение митрополиту Клименту Президентом России Владимиром Путиным ордена «За заслуги перед Отечеством» III степени, 21 ноября 2019 г.

- Орден «За заслуги перед Отечеством» II степени (20 декабря 2024 года) — за большой вклад в сохранение и развитие духовно-нравственных традиций, многолетнюю благотворительную и общественную деятельность[18]
- Орден «За заслуги перед Отечеством» III степени (29 апреля 2019 года) — за большой вклад в развитие духовной культуры, укрепление межнационального и межконфессионального мира и согласия в обществе[19]
- Орден «За заслуги перед Отечеством» IV степени (19 ноября 2009 года) — за большой вклад в развитие духовной культуры и укрепления дружбы между народами[20]
- Орден Почёта (11 августа 2000 года) — за большой вклад в укрепление гражданского мира и возрождение духовно-нравственных традиций[21]
- Орден Дружбы народов (3 июня 1988 года) — за активную миротворческую деятельность и в связи с 1000-летием крещения Руси[22]
- Медаль «В память 850-летия Москвы» (1997)
- Благодарность Правительства Российской Федерации (15 декабря 2006 года) — за вклад в подготовку и проведение церемонии переноса из Королевства Дания и захоронения в Петропавловском соборе г. Санкт-Петербурга праха вдовствующей Императрицы Марии Фёдоровны, супруги Императора Александра III[23]
- Национальная премия «Имперская культура» имени Эдуарда Володина (2012)[24]
- Медаль «За укрепление уголовно-исполнительной системы» (2002)
- Памятная юбилейная медаль «70 лет Президентскому полку» (2006)
- Медаль «За защиту семьи и детства» (2016)
- Орден имени министра внутренних дел Российской империи Вячеслава Константиновича фон Плеве (2018)[25]
- Почетный памятный знак «Орден Вифлеемская звезда» (ИППО) (2019)[26]
- Орден Российского книжного союза (2019)[27]
- Медаль «Василий Шукшин» (2019) — за большой вклад в изучение и популяризацию творческого наследия В. М. Шукшина, в многонациональную российскую культуру, литературу, искусство и сохранение русского языка
- Медаль «Николай Петрович Румянцев — основатель Российской государственной библиотеки» (2019)
- Почетный памятный знак «Орден Императора Александра III» (ИППО) (2024)

- Орден святого равноапостольного великого князя Владимира II степени (2004)
- Орден святителя Алексия митрополита Московского и всея Руси II степени (2009) — во внимание к усердным архипастырским трудам и в связи с 30-летием иерейской хиротонии и грядущим 60-летием со дня рождения[28]
- Орден святого благоверного князя Даниила Московского II степени (1996)
- Орден преподобного Сергия Радонежского II степени (1986)
- Орден святого преподобного Серафима Саровского II степени (2007)[29]
- Орден святителя Иннокентия, митрополита Московского и Коломенского II степени (1999)
- Орден святителя Макария, митрополита Московского, II степени (2014)[30]
- Орден святого мученика Трифона II степени (2001)
- Премия памяти митрополита Макария (Булгакова) II степени (2009)
- Медаль в память 1000-летия преставления равноапостольного великого князя Владимира (2015)
- Медаль Албазинской иконы Божией Матери «Слово плоть бысть», I степени (2015)
- Медаль в память 700-летия со дня рождения преподобного Сергия Радонежского (2015)
- Медаль «100-летие епископской хиротонии сщмч. Платона» (2017)
- Медаль святого благоверного князя Андрея Боголюбского I степени (2017)
- Медаль в память 100-летия восстановления Патриаршества в Русской православной церкви (2017)
- Медаль «100-летие Петропавловской и Камчатской епархии» (2018)
- Медаль «25 лет Кемеровской епархии» (2018)
- Орден святого благоверного князя Даниила Московского III степени (2019)
- Орден священноисповедника Николая, митрополита Алма-Атинского (2019)
- Медаль «За усердные труды на ниве духовного просвещения» I степени (2019)
- Медаль священномученика Евгения (Зернова) I степени (2020)
- Орден святого преподобного Серафима Саровского I степени (2022)[31]
- Медаль «За церковные заслуги перед Владивостокской епархией» I степени (2022)
- Медаль священномученика Ефрема епископа Селенгинского I степени (2023)
- Медаль святителя Василия Великого «В знак благодарности за активную деятельность во благо и процветание Православной Церкви Молдовы» (2023)
- Орден Белорусской Православной Церкви святителя Кирилла Туровского I степени (2024)

- Орден преподобного Германа Аляскинского Американской православной церкви (1989 год)
- Орден Святогробского братства I степени Иерусалимской церкви (1997 год)
- Орден Святого Климента Охридского I степени Болгарской церкви (1998 год)
- Орден апостола Марка Александрийской церкви I степени (2000 год)
- Памятная медаль в честь Святой Троицы Элассонской митрополии (2019 год)

- Почётный гражданин Калужской области (2009 год) — за особые заслуги перед Калужской областью в сфере государственной и культурной деятельности[32]
- Медаль «60 лет Калужской области» (2004 год)
- Грамота Президента Республики Саха (Якутия) (2007 год)
- Медаль «За вклад в дело увековечения памяти защитников земли Калужской», 1 ст. (2007 год)
- Медаль «За особые заслуги перед Калужской областью», II ст. (2007 год)
- Медаль «300 лет добровольного вхождения Хакасии в состав Российского государства» (2007 год)
- Медаль «65 лет Калужской области» (2009 год)
- Медаль «За заслуги в строительстве» (2014 год)
- Медаль «70 лет УМВД России по Калужской области» (2014 год)
- Медаль «За особые заслуги перед Калужской областью», I ст. (2014 год)
- Медаль «75 лет Кемеровской области» (2018 год)
- Почетный знак Губернатора Калужской области «За личный вклад в развитие Калужской области» (2019 год)[33]
- Знак Городской Думы города Калуги «За личный вклад в развитие Калуги» (2019)[33]
- Памятный знак губернатора Рязанской области «270 лет со дня рождения Германа Аляскинского» (2021 год)
- Юбилейный памятный знак Законодательного Собрания Калужской области «30 лет Законодательному Собранию Калужской области» (2024 год)
- Юбилейная медаль «80 лет Калужской области» (2024 год)

- Медаль «За вклад в наследие народов России» (2002 год)
- Серебряная Звезда «Общественное признание» (2006 год)
- Орден «За пользу отечеству», I ст. (2008 год)
- Орден «Единения» в честь 60-летия образования ООН (2009 год)
- Орден «Поборнику справедливости» (2011 год)
- В 2001 и 2003 удостаивался национальной премии Русского биографического института по номинации «Человек года». В 2013 году стал лауреатом этой премии[34].
- Национальная премия «Лучшие книги и издательства года — 2013» (2014; за развитие книгоиздательского дела)[35]
- Медаль «За вклад в ветеранское движение»
- Почетный Знак «За заслуги в литературе» — высшая награда Союза писателей России (2025 год)